# Социалистическое государство
Социалисти́ческое госуда́рство, социалисти́ческая респу́блика или социалисти́ческая страна́  — суверенное государство, в конституции которого указана приверженность социализму.
В настоящее время к этим государствам и странам относятся Алжир, Бангладеш, Гайана, Индия, Непал, Никарагуа, Шри-Ланка, Танзания.
Идея социалистического государства проистекает из более широкого понятия государственного социализма, политической точки зрения, согласно которой рабочий класс должен использовать государственную власть и государственную политику для создания экономической системы на принципах социализма. Большинство социалистических государств были созданы политическими партиями, придерживающимися марксизма-ленинизма или его национальных разновидностей, таких как маоизм, сталинизм или титоизм. Концепция социалистического государства считается ненужной или контрпродуктивной некоторыми классическими и ортодоксальными марксистами, либертарными социалистами и другими левыми политическими мыслителями, которые рассматривают современное государство как побочный продукт капитализма.
Социалистическое государство следует отличать от многопартийной либеральной демократии, управляемой социалистической партией, где государство конституционно не связано со строительством социализма. В таких случаях политическая система не предназначена специально для строительства социализма. Политологи, как правило, проводят различие между авторитарными социалистическими и демократическими социалистическими государствами. Первые исторически представляли собой советский блок, а вторые — это страны западного блока, демократически управляемые социалистическими партиями, например Великобритания, Франция, Швеция и другие социал-демократические государства.